# Bracon steppecola
Bracon steppecola  (лат.) — вид паразитических наездников из семейства Braconidae. Россия: Забайкальский край (Кыринский район, Былыра, степные склоны).

## Описание
Длина 2,7 мм. Основная окраска тела желтовато-коричневая. Усики тонкие, нитевидые, состоят из 23 члеников. Яйцеклад примерно равен длине брюшка. Вид был впервые описан в 2000 году российским гименоптерологом профессором Владимиром Ивановичем Тобиасом (ЗИН РАН, Санкт-Петербург) по типовым материалам с полуострова Камчатка. Включён в состав подрода  Lucobracon. Близок к виду Bracon tundracola, отличаясь выпуклым передним краем головы.